# Carabodes higginsi
Carabodes higginsi är en kvalsterart som beskrevs av Robert Gatlin Reeves 1988. Carabodes higginsi ingår i släktet Carabodes och familjen Carabodidae. Inga underarter finns listade.